# Bohsdorf
Bohsdorf (in basso sorabo Bóšojce) è una frazione del comune tedesco di Felixsee, nel Land del Brandeburgo.

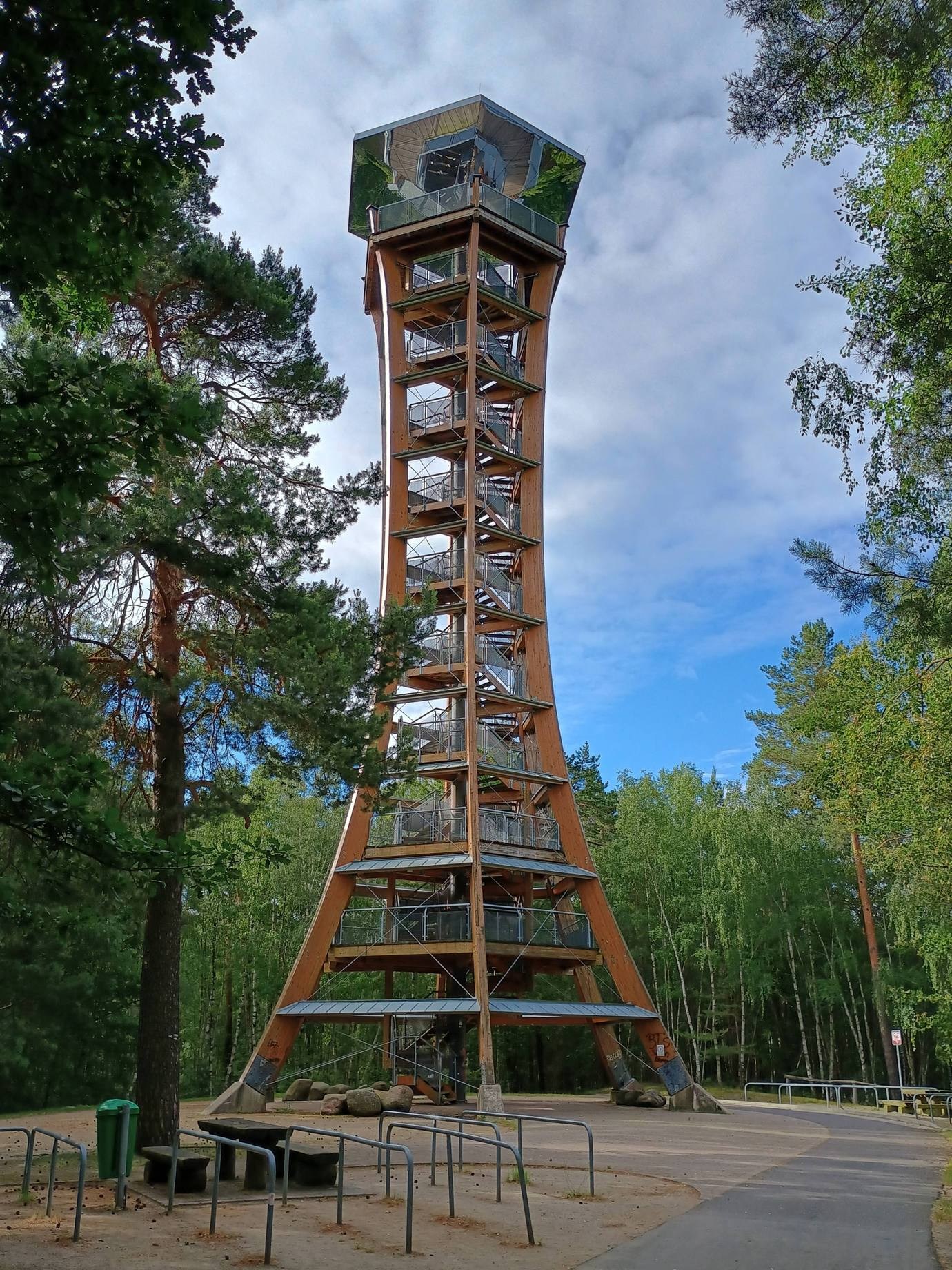
Torre di osservazione

## Storia
Il 31 dicembre 2011 il comune di Bohsdorf venne fuso con i comuni di Bloischdorf, Friedrichshain e Klein Loitz, formando il nuovo comune di Felixsee.